# Bruno Gollnisch
Bruno Gollnisch (Neuilly-sur-Seine, 28 gennaio 1950) è un docente e politico francese.

## Biografia
Nipote dello scrittore e ministro degli esteri francese Èmile Flourens.
Professore universitario, ha insegnato lingua e letteratura giapponese fino al 2005 all'università Jean Moulin di Lione.
Dal 1983 è membro del Fronte Nazionale. Dal 1986 esercita il mandato di consigliere regionale del Rhône-Alpes. Dal 1986 al 1988 è deputato all'Assemblea Nazionale. Nel 1989 è eletto con FN al Parlamento europeo. Riconfermato nel 1994, 1999 e 2004. È capogruppo di Identità, Tradizione, Sovranità .
Nel 1994 è eletto vice presidente del Front National.
Nel 2009 è rieletto deputato europeo. Nel 2011 si candida alla presidenza di FN ma perde il congresso a favore di Marine Le Pen. 
Nel 2014 è rieletto europarlamentare e nello stesso anno è eletto anche consigliere comunale di Hyères con FN. Dopo 30 anni trascorsi ininterrottamente all'europarlamento, nel 2019 non è stato ricandidato alle europee dalla Le Pen.